# Justicia fulvicoma
Justicia fulvicoma är en buske som förekommer i norra Mexiko och som även har hittats i Ecuador. Arten har ofta blandats samman med och ansetts som synonym till Lyckoax, J. brandegeeana.

## Synonymer
Enligt The Plant List.
- Beloperone blechioides Lindau non Leonard[5]
- Beloperone comosa Nees
- Beloperone fulvicoma (Schltdl. & Cham.) A.W. Hill
- Drejerella comosa (Nees) Lindau
- Drejerella fulvicoma (Schltdl. & Cham.) Lindau